# Cross Island (ö i Falklandsöarna)
Cross Island är en ö i territoriet Falklandsöarna (Storbritannien). Den ligger i den västra delen av ögruppen, 200 km väster om huvudstaden Stanley.